# Habenaria leptoceras
Habenaria leptoceras là một loài thực vật có hoa trong họ Lan. Loài này được Hook. mô tả khoa học đầu tiên năm 1827.

## Hình ảnh

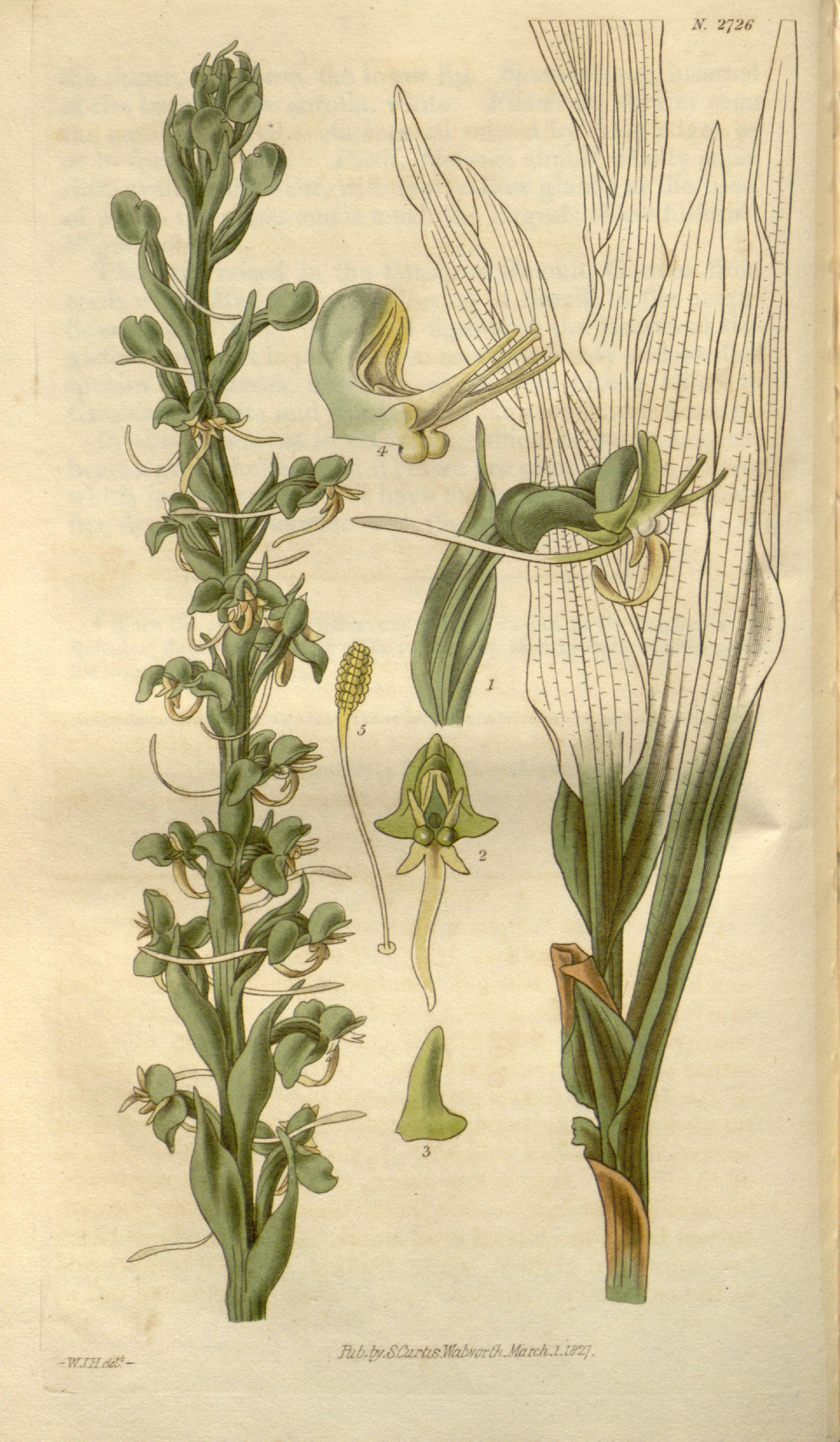